# Leones de Ponce
 (janvier 2024).
Si vous disposez d'ouvrages ou d'articles de référence ou si vous connaissez des sites web de qualité traitant du thème abordé ici, merci de compléter l'article en donnant les références utiles à sa vérifiabilité et en les liant à la section « Notes et références ».
Leones de Ponce est un club omnisports portoricain basé à Ponce. Ces principales sections sont celles de baseball (Leones de Ponce (baseball)), de basket-ball (Leones de Ponce (basket-ball)) et de volley-ball (Leones de Ponce (volley-ball)).

## Palmarès

### Baseball
- Champion de Porto Rico (11) : 1942, 1943, 1944, 1945, 1947, 1969, 1970, 1972, 1982, 2004 et 2009.
- Série des Caraïbes (1) : 1972[1]

### Basket-ball
- Champion de Porto Rico (12) : 1952, 1954, 1960, 1961, 1964, 1965, 1966, 1990, 1992, 1993, 2002 et 2004.

### Volley-ball
- Champion de Porto Rico : ?